# هربرت فون کارایان
هربرت فون کارایان (به آلمانی: Herbert von Karajan) (زادهٔ ۵ آوریل ۱۹۰۸ - درگذشتهٔ ۱۶ ژوئیه ۱۹۸۹) رهبر ارکستر مشهور اتریشی است. در آگهی درگذشت او در نیویورک تایمز از او با عنوان «مشهورترین رهبر ارکستر جهان و قدرتمندترین چهره در موسیقی کلاسیک» نام برده شده و او را «در بالاترین ردهٔ رهبران ارکستر قرن بیستم» قرار داده‌اند. کارایان ارکستر فیلارمونیک برلین را به مدت ۳۵ سال رهبری کرد.

## زندگی

### شجره‌نامه
بنا بر پژوهشی که خود هربرت فون کارایان در زمان حیاتش در مورد شجره‌نامه‌اش انجام داد، او پسر یک خانوادهٔ سالزبورگی از طبقهٔ متوسط بالا با ریشه‌های یونانی بوده‌است. جد پدری او گئورگوس یوهانس کارایانیس (یونانی: Γεώργιος Ιωάννης Καραγιάννης) در کوزانی، که در آن زمان بخشی از امپراتوری عثمانی بود و امروزه بخشی از کشور مقدونیه محسوب می‌شود، به دنیا آمد و در ۱۷۶۷ به وین، و در حقیقت شهر کمنیتز در ایالت زاکسن مهاجرت کرد. او و برادرش در برپایی صنعت پوشاک زاکسن نقش داشتند و هر دو به پاس خدماتشان از سوی فردریک آگوستوس سوم در ۱ ژوئن ۱۷۹۲ لقب اشرافیت دریافت کردند. آنها سپس با افزودن فون و حذف «یس» که رنگ و بوی یونانی داشت، به فون کارایان نامیده شدند.

### سال‌های نخستین
هربرت فون کارایان در سالزبورگ اتریش با نام هریبرت ریتر فون کارایان (آلمانی: Heribert Ritter von Karajan) به دنیا آمد. پدرش دکتر ارنست فون کارایان، جراح مشهوری در شهر سالزبورگ بود و خود نیز ساز کلارینت می‌نواخت. هربرت از ۱۹۱۶ تا ۱۹۲۶ در موتزارتیوم شهر سالزبورگ فراگیری ساز پیانو را آغاز کرد. پس از تحصیل در موتزارتیوم (۱۹۲۶) در دانشگاه فنی وین و نیز در آکادمی موسیقی وین به تحصیل پرداخت. اگرچه کارایان در ابتدا قصد داشت به عنوان پیانیست فعالیت کند، اما به رهبری ارکستر تمایل پیدا کرد و الهام‌بخش او در این رشته آرتورو توسکانینی بود. دو دلیل برای روی آوردن او از نوازندگی پیانو به رهبری ارکستر ذکر می‌کنند؛ اول آن که به علت بیماری و مشکل تاندون یکی از انگشتان، یقین کرد هرگز پیانیست بزرگی نخواهد شد، و دوم آن که وقتی استاد او برنارد پامگارتنر، شوق و ولع فوق عادی شاگرد را دریافت، به او توصیه کرد به رهبری روی آورد، که یک ساز و ده انگشت پاسخگوی هیجان روحی او نخواهد بود.
در ۱۹۲۹، کارایان سالومه را در فستس‌پیزل‌هاوس سالزبورگ رهبری کرد، و از ۱۹۲۹ تا ۱۹۳۴ به عنوان کاپل‌مایستر اِستادثیاتر شهر اولم فعالیت نمود. در ۱۹۳۳، در فستیوال سالزبورگ با اجرای صحنهٔ Walpurgisnacht از اپرای فاوست اولین رهبری رسمی خود را انجام داد. سال بعد، و دوباره در سالزبورگ، کارایان برای اولین بار فیلارمونیک وین را هدایت کرد، و از ۱۹۳۴ تا ۱۹۴۱، کارایان کنسرت‌های اپرا و سمفونی اپراخانهٔ شهر آخن را رهبری نمود.
در ماه مارس ۱۹۳۵، زندگی حرفه‌ای کارایان با ارائهٔ تقاضای عضویتش در حزب نازی ترقی قابل توجهی کرد. در همان سال، کارایان به عنوان جوان‌ترین Generalmusikdirektor آلمان انتخاب شد و رهبر مهمان شهرهای اشغال‌شدهٔ بخارست، بروکسل، استکهلم، آمستردام و پاریس بود. علاوه بر این، او در ۱۹۳۷ اولین اجرای خود را با فیلارمونیک برلین و اپرای دولتی برلین با اجرای فیدلیو انجام داد. با اجرای تریستان و ایزولد در ۱۹۳۸ موفقیت بزرگی کسب کرد و اجرای او از سوی یک منتقد برلینی Das Wunder Karajan (معجزهٔ کارایان) نام گرفت. در همان سال قراردادی از سوی دویچه‌گراموفون به او پیشنهاد شد، و او اولین ضبط از ضبط‌های بیشمارش را با رهبری استاتس‌کاپلهٔ برلین در اورتور فلوت سحرآمیز انجام داد. طبق اظهار نظر وینیفرد واگنر، آدولف هیتلر اجرای کارایان را از اپرای خوانندگان استاد در ژوئن ۱۹۳۹ نپسندید، چرا که کاریان که بدون پارتیتور رهبری می‌کرد، در میانهٔ راه مسیر خود را گم کرد، خوانندگان مکث کردند و در اوج بی‌نظمی پرده فرو افتاد. بنا به نظر وینیفرد واگنر، هیتلر تصمیم گرفت که فون کارایان هیچ‌گاه فستیوال بایروت را رهبری نکند. با این وجود به دلیل علاقهٔ هرمان گورینگ به او، کارایان همچنان به کارش به عنوان رهبر استاتس‌کاپله (۱۹۴۱–۱۹۴۵) و ارکستر اپرای دولتی برلین ادامه داد، و در آنجا در مجموع حدود ۱۵۰ اجرای اپرای انجام داد.
هلدن‌سونات کارایان به فاصلهٔ اندکی از الحاق اتریش به رایش سوم تصنیف شد. این اثر که کارایان در اصل نام سونات Anschluß را بر آن نهاده بود در ۱۹۳۸ در مراسمی که هیتلر در آن شرکت کرده بود، اجراشد.
در اکتبر ۱۹۴۲ و در میانهٔ جنگ جهانی دوم، کارایان با آنیتا گوترمن که دختر یک نجیب‌زادهٔ مشهور و صاحب یک کارخانهٔ دوزندگی بود، ازدواج کرد. علی‌رغم این که پدربزرگ آنیتا یهودی بود و او Vierteljüdin (یک-چهارم یهودی) محسوب می‌شد، پس از ازدواج آنها حزب نازی تصمیم گرفت که او جزو پنج آلمانی‌ای که لقب «آریایی افتخاری» دریافت کردند، باشد. با این حال، ده روز پس از ازدواج با آنیتا گوترمن، درخواست کرد که از عضویت در حزب نازی معاف شود. نتیجهٔ چنین درخواستی چنین شد که تا پایان جنگ و به سر رسیدن حکومت هیتلر، کارایان از دست‌یابی به یک شغل و مقام پابرجا محروم ماند. از نظر دستگاه حکومت و سازمان حزبی او عنصر نامطلوب انگاشته می‌شد و شایستگی هیچ مقام و منزلتی نداشت. وقتی کارل بوهم ریاست اپرای شهر درسدن را رها کرد، تقاضای کارایان برای تصدی آن مقام، آن سان که گفته می‌شود، به دستور صریح هیتلر رد شد. او در ۱۹۴۵ به همراه آنیتا از آلمان فرار کرد و پس از مدتی کوتاه به میلان نقل مکان کرد. آن دو مدتی هم به صورت مخفیانه در درون قایقی در دریاچهٔ کومو در شمال ایتالیا به سر بردند.
در ۱۹۴۶ پس از پایان جنگ جهانی دوم، کارایان در دادگاه نازی‌زدایی اتریش تبرئه شد و به فاصلهٔ کوتاهی از آن به حرفهٔ رهبری خود بازگشت. ازدواج او و آنیتا در سال ۱۹۵۸ منجر به طلاق شد، فقط به این دلیل که همسر کارایان قادر نبود برای او فرزندی بیاورد. کارایان و این زن تا زمان مرگ این زن رابطهٔ دوستانه‌ای داشتند.

### سال‌های پس از جنگ
در ۱۹۴۶، کارایان اولین کنسرت پس از جنگ خود را در وین با فیلارمونیک وین اجرا نمود، ولی به دلیل سابقهٔ عضویت در حزب نازی از سوی اشغالگران روس از فعالیت‌های بیشتر منع شد. در آن تابستان، او به صورت ناشناس در فستیوال سالزبورگ شرکت کرد. سال بعد، او بالاخره اجازهٔ ادامهٔ فعالیت‌هایش را پیدا کرد. هرچند خاطرات خوشی از شروع به کار مجددش در خاطرهٔ کارایان باقی نماند. وقتی در سال ۱۹۴۷ برای اولین بار به نیویورک رفت، ۳۷۰ موسیقیدان این شهر در نامه‌ای به شورای شهر، خواهان جلوگیری از اجرای برنامهٔ یک «نازی» شدند، و در شب اجرای برنامه، انجمن جوانان صهیونیست نیویورک به تظاهراتی در مقابل سالن کنسرت اقدام کرد. گذشتهٔ کارایان تا پایان عمر باعث بروز برخی غرض‌ورزی‌ها و مشکلات برای او شد. برای مثال موسیقیدانان یهودی نظیر آیزاک استرن و ایتزاک پرلمن به دلیل گذشتهٔ نازی کارایان از حضور در یک کنسرت با او امتناع می‌کردند.
در ۱۹۴۸، کارایان مدیر هنری Gesellschaft der Musikfreunde در وین شد. او همچنین در اسکالای میلان نیز رهبری کرد. با این حال، برجسته‌ترین فعالیت او در این زمان ضبط با ارکستر فیلارمونیای تازه تأسیس در لندن بود، که منجر به شناخته شدن این ارکستر در جهان شد. در ۱۹۵۵ بلافاصله پس از مرگ ویلهلم فورت‌ونگلر او به عنوان مدیر موسیقی مادام‌العمر فیلارمونیک برلین منصوب شد. کارایان با این ارکستر به اکثر نقاط جهان برای اجرای برنامه‌های مختلف سفر کرد. یکی از تورهای کارایان، تور تهران بود، که طی آن در سال ۱۳۵۶ در دو شب متوالی در تالار رودکی، سمفونی‌های ۴، ۵، ۶ و ۷ بتهوون را همراه با فیلارمونیک برلین اجرا کرد.
کارایان ظرف مدت کوتاهی یکی از شخصیت‌های مهم هنری اروپا شد. همه جا صحبت از او بود و در اکثر سازمان‌های هنری نقش داشت و همه‌جا حکومت می‌کرد، خواه روی سکوی رهبری، خواه پشت فرمان ماشین کورسی یا هنگام هدایت هواپیمای خصوصی‌اش یا حتی روی چوب اسکی (او یکی از بهترین اسکی‌بازان آماتور اروپا بود).
کارایان همان‌قدر که سریع رابطه برقرار می‌کرد، با همان سرعت هم آن را قطع می‌نمود. ارتباط و همکاری او با اپرای دولتی وین نمونه‌ای بارز از همین خصوصیت اخلاقی‌اش بود؛ در سال ۱۹۵۶ به اپرای دولتی وین آمد و در ۱۹۶۲ آنجا را ترک کرد، و همان سال مجدداً تصمیم به همکاری با این مرکر اپرایی گرفت و دو سال بعد با جنجال و سروصدا آنجا را ترک نمود.
یکی دیگر از مراکز کاری کارایان فستیوال موسیقی سالزبورگ بود که همه ساله در ماه اوت برگزار می‌شود و یکی از بزرگ‌ترین و متنوع‌ترین فستیوال‌های جهان است. کارایان از سال ۱۹۵۶ تا ۱۹۶۰ ریاست کل هنری این فستیوال را بر عهده داشت.
اسکالای میلان و بایروت نیز از مراکز اپرایی مورد علاقهٔ او بودند و به‌طور مکرر در آنجا آثاری را به اجرا می‌گذاشت. او مجموعهٔ اپرایی حلقه (رینگ)، تریستان و ایزولده و خوانندگان استاد از واگنر را در فستیوال بایروت اجرا کرده‌است.
از کارهای جنبی دیگر کارایان تأسیس بنیاد هربرت فون کارایان در ۱۹۶۸ در برلین بود که برای حمایت و پرورش استعدادهای جوان و نیز حمایت از تحقیقات علمی و موسیقی تشکیل شد. در این بنیاد آکادمی رهبری وابسته به ارکستر فیلارمونیک برلین را نیز به وجود آورد که هر سال مسابقه‌ای بین رهبران جوان برگزار می‌کرد. از جمله برندگان این مسابقه کلودیو آبادو و سی‌جی اوزاوا می‌باشند.
کارایان به استعدادهای جوان توجه زیادی داشت. آنه-سوفی موتر نوازندهٔ ویولن کم‌نظیر سال‌های اخیر و نیز یوگینی کیسین از جمله استعدادهای کشف‌شده توسط کارایان هستند.
همکاری کارایان با ارکستر فیلارمونیک برلین تا سال ۱۹۸۸ ادامه یافت و در بهار این سال از سرپرستی این ارکستر استعفا داد.

### درگذشت
۵ آوریل ۱۹۸۹ کارایان هشتاد و یک سالگی خود را جشن گرفت. در این زمان مشغول آماده کردن خود برای افتتاحیهٔ فستیوال سالزبورگ با اپرای بالماسکه از وردی بود. اما در ۱۶ ژوئیه ۱۹۸۹ و فقط ۱۱ روز قبل از افتتاح فستیوال در هنگام تمرین اپرای بالماسکه با یک ایست قلبی زندگی را بدرود گفت.

### کارایان و فناوری ضبط

کارایان به همراه آکیو موریتو نایب رئیس شرکت سونی

کارایان در عین حال که علاقه‌مندی خود را به اجرای برنامه در سالن‌های کنسرت و اپرا، هم‌چنان محفوظ نگاه می‌داشت، ولی نسبت به فناوری ضبط نیز کمال توجه را نشان می‌داد. او در سال‌های پس از جنگ جهانی دوم با دو نفر از تهیه‌کنندگان صفحه که خوش‌فکر و بسیار آینده‌نگر بودند، والتر لگه و جان کالشاو همکاری گسترده‌ای را آغاز کرد. اولین صفحه‌ای که با سیستم استریوفونیک ضبط کرد، اثری از ریچارد اشتراوس بود که در سال ۱۹۵۹ و توسط شرکت دویچه گراموفون انجام شد. اما ضبط این صفحه او را راضی نکرد. او در جستجوی تکنیکی بود که صدا را با کیفیتی عالی ضبط کند.
در آن دوران که ضبط بر روی صفحات سی و سه دور یا بر روی کاست تازه آغاز شده بود، کارایان و دوستش والتر لگه در استودیوی ضبط دقت فراوانی به کار می‌بردند تا میکروفن‌ها در جای مناسب قرار گیرد و بین دستگاه‌های ضبط، تعادل و توازن مطلوبی از نظر قرار گرفتن در برابر یکدیگر حاصل شود (برخی از صفحاتی که در این استودیوها به طریقهٔ مونوفنیک ضبط شده‌است، به دلیل همین توجه به جزئیات بیشتر به صفحات استریوفونیک شباهت پیدا کرده‌است).
کارایان همهٔ کوشش خود را در راه اجرا و ضبط صفحه و کاست مصروف می‌داشت که آثار آهنگسازان را به بهترین شیوه‌ای اجرا و ضبط کند تا از برکت پیشرفت‌های تکنولوژی بتواند استفاده از آن آثار را به میزانی گسترده‌تر و با هزینه‌ای کمتر در اختیار علاقه‌مندان قرار دهد.
فناوری ضبط لیزری یا لوح فشرده از مدتی پیش به مرحلهٔ عملی و مقرون به صرفهٔ اقتصادی بودن رسیده بود؛ ولی در فاصلهٔ زمانی بین مرحلهٔ انتقال از صفحات سی و سه دور به صفحات لیزری، یک مرحلهٔ دیگر از فناوری ضبط به صورت کوادروفونیک (مرحلهٔ استفاده از چهار بلندگو) با شکست مواجه شده بود و فناوری نوار ویدیویی نیز در بن‌بست قرار داشت. آکیو موریتا، رئیس شرکت سونی، که از دوستان نزدیک کارایان بود از این نکته اطلاع داشت کهتا موقع مناسب فرا نرسد، صفحات لیزری را نمی‌توان به بازار عرضه کرد. در این میان کارایان نقش سازنده و مهمی را ایفا کرد. در آن حال که شرکت‌های صفحه‌پرکنی دست روی دست گذاشته بودند و از آن بیم داشتند که عرضهٔ صفحات لیزری نظیر تکنیک استفاده از چهار بلندگو از نظر اقتصادی و بازاریابی با شکست مواجه شود، کارایان چون به ارزش و کیفیت صفحات لیزری پی برده بود، اعلام داشت که از آن پس هیچ صفحه‌ای ضبط نخواهد کرد و با هیچ شرکت صفحه‌پرکنی قراردادی منعقد نخواهد ساخت، مگر آن که حاضر باشند صفحات لیزری را برای عرضه به بازار فراهم کنند. یکی از شرکت‌های صفحه‌پرکنی که تا آن زمان با کارایان همکاری داشت، حاضر به قبول پیشنهاد کارایان نشد، ولی در همان زمان شرکت دویچه‌گراموفون در اجرای پیشنهاد کارایان قدم به میدان گذاشت. بالاخره او در ۱۵ آوریل ۱۹۸۱ در یک مصاحبهٔ مطبوعاتی در رابطه با فستیوال موسیقی عید پاک سالزبورگ اولین لوح فشردهٔ دیجیتال را با سمفونی آلپ از اشتراوس و با همکاری شرکت ژاپنی سونی به دنیا معرفی کرد، که به راستی گام بلندی در کار موسیقی به‌شمار می‌رفت. کارایان یک سال بعد یعنی در سال ۱۹۸۲ شرکتی را به نام تله‌موندیال در مونت‌کارلو بنیان گذاشت تا کلیهٔ آثار اجرایی توسط او در این سازمان به صورت فیلم و دیسک تولید شود. در سال ۱۹۸۴ کلیهٔ آثار بتهوون توسط ارکستر فیلارمونیک برلین و به رهبری کارایان توسط این شرکت به صورت دیجیتال ضبط شد.

## سبک و رفتار

### اجرای موسیقی
بر روی این موضوع که کارایان استعداد ویژه‌ای در بیرون دادن صدای زیبا از یک ارکستر داشت، همگان اتفاق نظر دارند. نظرات گوناگونی در مورد جنبه‌های زیباشناختی آنچه صدای کارایان نامیده می‌شود، وجود دارد. منتقد آمریکایی هاروی ساچس رویکرد کارایان را این‌گونه نقد می‌کند:

به نظر می‌رسید که کارایان برای یک رهبر همه‌فن‌حریف است که می‌تواند از باخ تا پوچینی، موتزارت تا مالر، بتهوون تا واگنر، شومان تا استراوینسکی، صدایی شفاف، صیقلی و با کیفیتی از پیش طراحی شده تولید کند.

با این حال این سبک مشخصه در دوره‌های زمانی متفاوت موسیقی از درجهٔ موفقیت متفاوتی نزد شنوندگان برخوردار است. او حقیقتاً در موسیقی آنتون بروکنر، روبرت شومان، یوهانس برامس و ریچارد اشتراوس بی‌همتاست؛ ولی آثار فون کارایان در موسیقی موسیقی باروک یا عصر کلاسیک چندان در خارج از آلمان و اتریش مورد پسند نیست.
در اینجا دو نقد از پرخوانندهٔ راهنمای پنگوئن برای لوح‌های فشرده را برای تشریح موضوع نقل شده‌است:
- در مورد ضبط تریستان و ایزولدهی واگنر، یک اثر استاندارد رمانتیک، نویسندگان پنگوئن نوشته‌اند: «اجرای کارایان یک اجرای پراحساس از شاهکار واگنر، با زیبایی تأثیرگذار و نوازندگی بسیار دقیق و پالوده از فیلارمونیک برلین است… بهترین انتخاب.»

- دربارهٔ ضبط کارایان از سمفونی‌های پاریسی هایدن، همان نویسندگان می‌نویسند: «هایدن با یک ارکستر بزرگ در منتهای درجه… نیازی به گفتن نیست که کیفیت اجرای ارکستر عالی است. با این حال به نظر می‌رسد که دست نوازندگان سنگین است و اجرا بیشتر به یک اجرای پرشکوه برلینی می‌ماند تا یک اجرای پاریسی… مینوئت‌ها بسیار کند هستند… این اجراها بسیار ساده و معمولی‌تر از آن هستند که قابل توصیه باشند.»

### رفتار حرفه‌ای
به‌طور کلی کارایان همکاری سخت و بسیار گران محسوب می‌شد. او نیز مانند گوستاو مالر در هر کاری خواستار اختیار کامل بود و در اجرای یک اثر اپرایی تنها به رهبری ارکستر رضایت نمی‌داد. نحوهٔ کارگردانی، صحنه‌سازی و حتی تنظیم نور را تعیین می‌کرد و تا به آنچه می‌خواست نمی‌رسید دست از کار و تمرین برنمی‌داشت.
در مورد روش کاری او به عنوان رهبر همان‌طور که خود توضیح داده، باید گفت از آن دسته رهبرانی است که به دقیق بودن اجرای یک اثر بسیار اعتقاد داشت، همان‌طور که گفته:

«با ارکستر فیلارمونیک برلین ابتدا یک اثر را جزء به جزء طوری تمرین می‌کنیم که به تمام اثر از نظر تکنیک اجرایی تسلط پیدا کنیم. اما در هنگام اجرا در کنسرت، نوازندگان را آزاد می‌گذارم که با احساس خود بنوازند و آنها نیز همچون من از موسیقی بهره‌مند شوند.»

به‌طور کلی کارایان به تمرین و آمادگی قبلی یک اثر اهمیت زیادی می‌داد و می‌توان گفت که دقت و واقع‌گرایی توسکانینی را با دست و دلبازی فورت‌ونگلر به هم می‌آمیخت.
دربارهٔ تکنیک رهبری به ندرت توضیح می‌داد. خود می‌گوید:

«به شاگردانم می‌گویم شما باید سرعت و ضرب را حس کنید تا ارکستر هم آن را حس کند. ریتم قدرت مرموزی است که در نبض رهبر می‌زند و مستقیماً به ارکستر منتقل می‌شود. در واقع این ریتم درونی است که اهمیت دارد، نه آن که با دست و بدن به صورت خارجی به ارکستر منتقل می‌شود.»

از خصوصیات بسیار با ارزش کارایان برخورداری از قدرت حافظهٔ فوق‌العاده بود و اکثراً آثار را بدون استفاده از پارتیتور رهبری می‌کرد و معتقد بود که برای اجرای گویا و زیبا از یک متن، باید نوشته را فراموش کرد، زیرا لحظه‌ای که نت‌ها را ببینید از موسیقی فاصله می‌گیرید. شاید به همین دلیل بود که کارایان اکثراً با چشم بسته رهبری می‌کرد.

### شخصیت کارایان
هربرت فون کارایان شخصیتی بسیار پیچیده و مشکل داشت و شاید به همین دلیل انتفادات زیادی از او شده‌است. او از معدود هنرمندانی بود که نظر و عقیدهٔ موسیقیدانان و منقدین کوچک‌ترین تأثیری (اعم از مثبت یا منفی) در کسب موفقیتش نداشت. کارایان همه را جذب خود می‌کرد، بدون این که شخصاً قدمی برای جذب اطرافیان بردارد یا اصولاً خواستار آن باشد که در اجتماع، انسانی جذاب باشد.
رودلف بینگ دربارهٔ او می‌نویسد:

«کارایان هرگز ناهار نمی‌خورد، هرگز مشروبات الکلی نمی‌نوشید، سیگار هم نمی‌کشید. انسانی پیچیده بود و نزدیک شدن و دوستی با او کار ساده‌ای نبود. او اساساً با کسی دوست نمی‌شد. کتاب نمی‌خواند و اقرار می‌کرد که دوست ندارد رمان بخواند، زیرا زندگی خود را یک رمان می‌دانست. به‌طور کلی انسانی درونگرا بود.»

مارتین مایر نویسندهٔ آمریکایی می‌گوید:

«اگرچه قد کارایان بیشتر از ۱۷۳ سانتیمتر نبود، اما با همین جثهٔ ظریف و کوچک بر هر گروه یا فردی که با او کار می‌کرد، تسلط داشت.»

## نقل‌قول‌ها
«کسی که به همهٔ اهداف خود برسد به‌طور مسلم دامنهٔ خواسته‌هایش کوتاه و هدفش ساده بوده‌است.»

«برای هر انسانی خلاقیت داشتن در یک کار موهبت است و ما که این موهبت شامل حالمان شده وظیفه داریم در کارمان به حدی پیشرفت کنیم که بتوانیم به آنها که این سعادت را در کارشان ندارند، خوشحالی و رضایت بدهیم.»